# Загребська резолюція
Загребська резолюція (хорв. Zagrebačka rezolucija) — політична декларація про необхідність політичного об’єднання хорватів, словенців і сербів, які проживали в Австро-Угорщині. Ухвалена представниками опозиційних політичних партій Королівства Хорватія і Славонія на зустрічі в Загребі 2–3 березня 1918 року під головуванням Анте Павелича. Декларація спиралася на право на самовизначення та закликала до створення незалежної демократичної держави, яка б поважала права особи та «державно-правову неперервність історично-політичних територій», що вступають до політичного союзу. Вона також закликала забезпечити культурну та релігійну рівність у такому союзі. Загребською резолюцією було засновано підготовчий комітет, покликаний створити Національну раду словенців, хорватів і сербів, якій належало втілити її в життя. Національну раду було утворено 5 жовтня в рамках засідання, яке Павелич описав як продовження Загребської конференції з березня того року.

## Передісторія

Королівства та інші землі Австро-Угорщини: Цислейтанія: 1.Богемія, 2. Буковина, 3. Каринтія, 4. Крайна, 5. Далмація, 6. Галичина, 7. Кюстенланд, 8. Нижня Австрія, 9. Моравія, 10. Зальцбург, 11. Сілезія, 12. Штирія, 13. Тіроль, 14. Верхня Австрія, 15. Форарльберг; Транслейтанія: 16. власне Угорщина 17. Хорватія-Славонія; 18. Боснія і Герцеговина

Під час Першої світової війни в частинах Австро-Угорщини, населених південнослов'янськими народами: хорватами, сербами, словенцями та слов'янами-мусульманами (босняками), розгорнувся тиск на підтримку триалістичної реформи, або заснування спільної держави південних слов'ян, незалежної від імперії. Останнього передбачалося досягти шляхом проведення в життя ідей югославізму та єднання з Королівством Сербія. Мотивація прагнень до об'єднання була двоякою. Словенські політичні лідери були незадоволені роздробленістю словенських земель у межах Цислейтанії (австрійської частини імперії). Їхні хорватські колеги заперечували проти поділу запропонованого Триєдиного королівства на Хорватію-Славонію та Далмацьке королівство, віднесені до угорських земель корони Святого Стефана та Цислейтанії відповідно. Ще одним чинником політичного неспокою було невдоволення статусом Боснії та Герцеговини — австрійсько-угорського кондомініуму, відокремленого від Хорватії-Славонії.
Сербія розглядала війну як нагоду територіального розширення. Комітет, якому було поставлено завдання визначити цілі війни, розробив програму створення югославської держави шляхом додавання населених південними слов'янами частин земель Габсбургів — Хорватії-Славонії, словенських земель, Воєводини, Боснії і Герцеговини та Далмації. У своїй Ніській декларації Національні збори Сербії оголосили про боротьбу за визволення та об'єднання «незвільнених братів». Цій меті протистояла Антанта, яка виступала за існування Австро-Угорщини як противаги впливу Німецької імперії.
1915 року Югослов'янський комітет, група ad hoc інтелігенції та політиків з Австро-Угорщини, яка претендувала на представництво інтересів південних слов'ян, дізнався, що Антанта пообіцяла Королівству Італії територію (частини словенських земель, Істрії та Далмації) згідно з Лондонською угодою в обмін на вступ Італії в Першу світову війну. Незалежно від договору, міжнародна підтримка почала поступово відходити від збереження Австро-Угорщини лише в 1917 році. Того року Росія вимагала миру після російської революції, тоді як Сполучені Штати, президент яких Вудро Вільсон обстоював принцип самовизначення, вступили у війну. Тим не менш, у промові з чотирнадцяти пунктів Вільсон лише пообіцяв автономію для народів Австро-Угорщини. Збереження дуалістичної монархії не відкидалося аж до 1918 року, коли союзники переконалися, що Австро-Угорщина не може протистояти комуністичній революції.
У травні 1917 р. члени Югослов'янського клубу під головуванням керівника Словенської народної партії Антона Корошеця, до складу якого входили представники південних слов'ян в Австрійській імперській раді, представили раді Травневу декларацію. Вони вимагали злуки населених хорватами, словенцями і сербами габсбурзьких земель у демократичну, вільну та незалежну державу, влаштовану за зразком імперії Габсбургів. Ця вимога висувалася з покликанням на засади національного самовизначення та хорватського державного права. Травневу декларацію привітали фракція Міле Старчевича із Партії права і тогочасний архієпископ Загребський Антун Бауер. Керівна в Хорватії-Славонії партія — хорватсько-сербська коаліція та її лідер Светозар Прибичевич проігнорували Травневу декларацію, а керівник Хорватської народної селянської партії Степан Радич запропонував лише слабку підтримку декларації, перш ніж імперська влада заборонила подальше обстоювання декларації 12 травня 1918 р.

## Загребська конференція

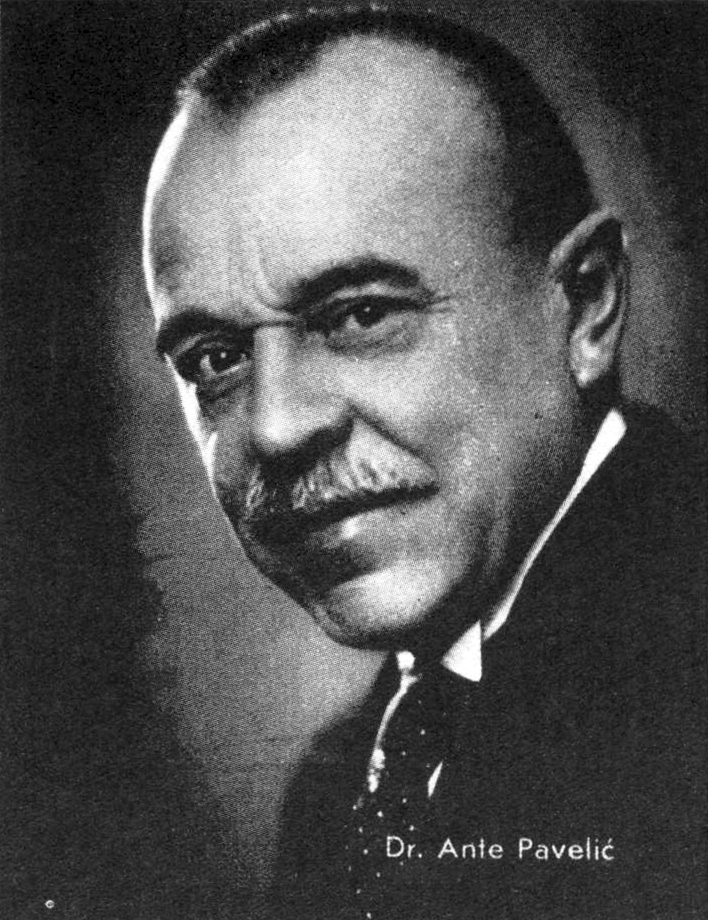
Анте Павелич головував на конференції 2–3 березня 1918 р., яка підготувала Загребську резолюцію.

1918 року Югослов'янський клуб запустив ініціативу покращення співпраці між політичними партіями, що представляли південних слов'ян в Австро-Угорщині та схвалювали програму об'єднання хорватів, словенців і сербів. Югослов'янський клуб характеризував цю ініціативу як «національну концентрацію» для об'єднання у спільній державі. Однак вони не продумали спосіб чи бажані результати такого об'єднання.
2—3 березня в Загребі відбулася конференція з метою реалізації співробітництва, запропонованого Югослов'янським клубом. Його очолив голова хорватської Партії права Анте Павелич, який узяв на себе провідну роль у втіленні в життя югославської програми та пропозиції Югослов'янського клубу в Хорватії-Славонії. У конференції взяли участь 43 учасники з лав політичної опозиції. Окрім Партії права, у зустрічі взяли участь група дисидентів Хорватсько-сербської коаліції, група політиків, пов'язаних із загребською католицькою щоденною газетою Novine, члени Соціал-демократичної партії Хорватії та Славонії, Словенської народної партії, Національно-прогресивної партії з Крайни, а також кілька політиків з Боснії і Герцеговини, Далмації, Істрії та Меджимур'я. Були запрошені і правляча в Хорватії-Славонії Хорватсько-сербська коаліція та опозиційна Хорватська народна селянська партія Степана Радича, але не прийшли.
Загребську резолюцію було ухвалено на другий день засідання. У її преамбулі було зазначено, що народ словенців, хорватів і сербів єдиний і що ця єдність має залишатися неподільною та безумовною. Резолюція посилалася на право самовизначення та закликала до міжнародних гарантій для користування цим правом. Перший пункт резолюції вимагав незалежності, об'єднання і свободи в єдиній національній державі, де б збереглися особливості словенців, хорватів і сербів. У резолюції цих трьох названо племенами «триіменного народу». Той самий термін запровадила група белградських учених на чолі з Йованом Цвіїчем у грудні 1914 року, його використовували в Ніській декларації. Резолюція забезпечувала неперервність державності історично усталених політій, а також рівність «племен» і релігії.
У своєму другому пункті резолюція вимагала «всю територію, де проживає безперервно об'єднаний народ» без додаткового уточнення претензії, за винятком того, що територія включає морські береги, порти та острови півночі та сходу Адріатичного моря. Пункт також пропонував гарантії культурної автономії для меншин. У резолюції не згадується про Австро-Угорщину як про заздалегідь визначену основу для створення запитаної держави або дім Габсбургів як її правителів. Нарешті, конференція призначила комітет, покликаний утворити Національну раду словенців, хорватів і сербів, та запланувала наступну конференцію на 21 квітня в Загребі.
Третій пункт Загребської резолюції закликав до держави, об'єднаної на засадах повних громадянських свобод і демократичного самоврядування, правової та соціальної рівності, що забезпечить економічний розквіт і повний культурний та суспільний розвиток усіх її громадян. Останній, четвертий пункт резолюції вимагав, щоб народу словенців, хорватів і сербів була гарантована участь у майбутній мирній конференції.

## Наслідки

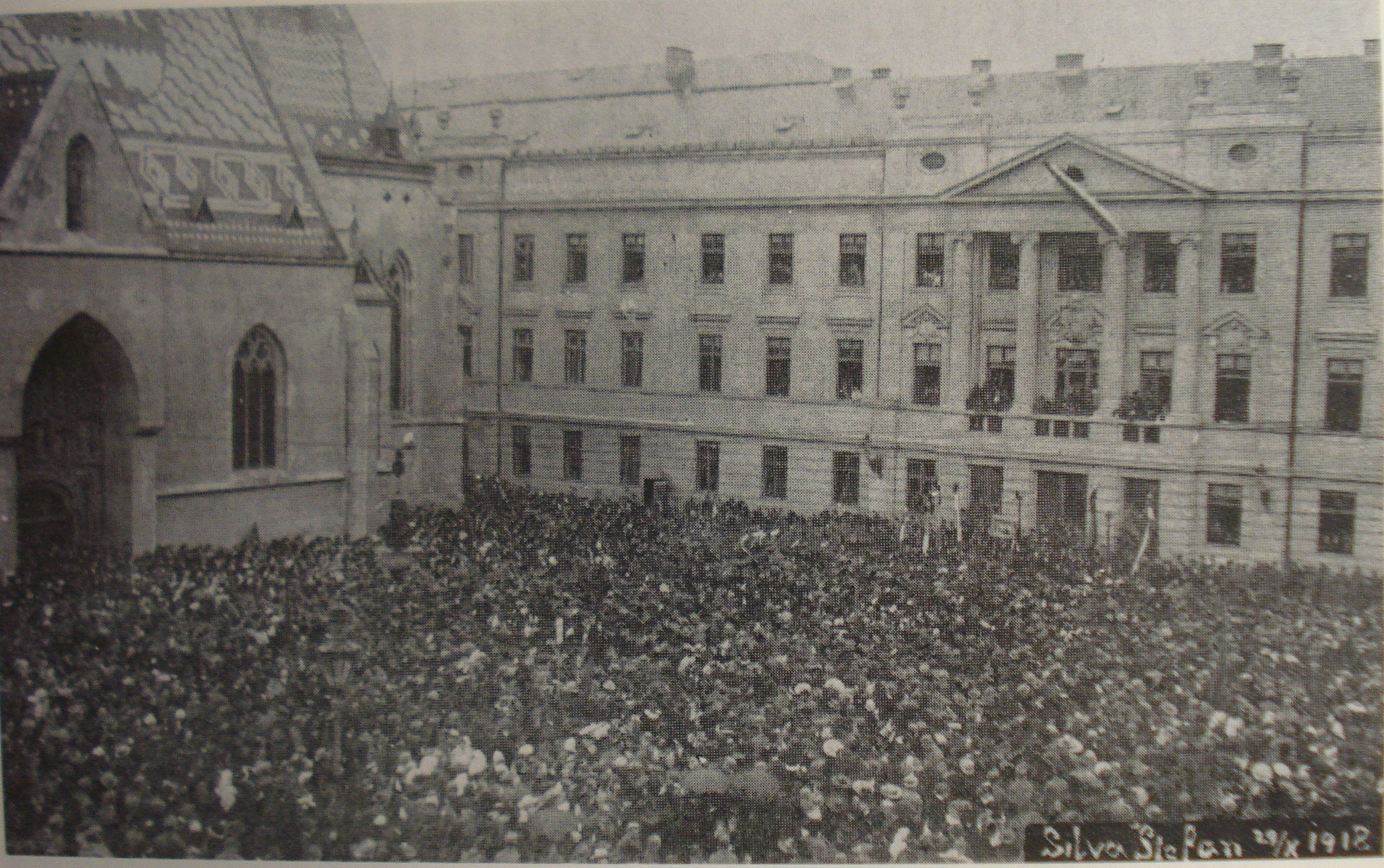
Проголошення Держави словенців, хорватів і сербів перед Сабором у Загребі.

Зустріч, запланована на 21 квітня, не відбулася. У рамках підготовки до створення Національної ради словенців, хорватів і сербів, до якої закликали на конференції в Загребі 2—3 березня, 2 червня у Спліті було створено Національну організацію сербів, хорватів і словенців Далмації. Далі 14 червня в Сушаку було створено Національну організацію словенців, хорватів і сербів Хорватського Примор'я. Після цього 17 серпня у Любляні було створено Словенську національну раду (словен. Narodni svet). Головним викликом для підготовчого комітету було добитися співпраці з Хорватсько-сербською коаліцією, які були впевнені, що проєкт спрямований проти них. Національна рада словенців, хорватів і сербів була створена в Загребі 5 жовтня. Засідання вів Павелич, який сказав, що засідання є продовженням конференції, що відбулася в Загребі 2—3 березня. Хорватсько-сербська коаліція приєдналася до Національної ради 10 жовтня. 29 жовтня Хорватський сабор оголосив про розрив юридичних зв'язків Хорватії-Славонії та Далмації з Австрією та Угорщиною, скасував хорватсько-угорське врегулювання 1868 року та приєднався до Держави словенців, хорватів і сербів. Національна рада оголошувалася представницьким органом нової держави, обравши Корошеця своїм головою, а Прибичевича і Павелича — заступниками голови.